# Гуревич, Александр Витальевич
Алекса́ндр Вита́льевич Гуре́вич (род. 25 мая 1964, Москва, СССР) — российский телеведущий, шоумен, продюсер и режиссёр.

## Биография

### Ранние годы
Родился 25 мая 1964 года в Москве в еврейской семье. Его бабушки и дедушки родились в Западной Белоруссии, предки по отцовской линии жили в Чехии.
Учился в английской спецшколе № 19 (его одноклассниками были Сергей Ливнев и Михаил Маргелов), также в музыкальной школе (фортепиано, кларнет). В 1981 году поступил в Московский инженерно-строительный институт (МИСИ) им. Куйбышева, который окончил в 1987 году по специальности «инженер-проектировщик». Во время учёбы играл в вузовской команде КВН, в составе которой участвовал в Высшей лиге сезона 1986/87.
На телевидении впервые появился в 1984 году в качестве гостя программы Андрея Кнышева «Весёлые ребята».
Во время трёхлетней работы по распределению в Моспроекте-2 участвовал в работах по креплению букв названия Павелецкого вокзала, монолитных перекрытий туалетов музея на Поклонной горе. Далее был участником концертной студии «Паноптикум», основанной Михаилом Лесиным. В 1989 году поступил в ГИТИС на факультет эстрадной режиссуры, обучался до 1991 года.

### Карьера
В 1991 году стал одним из учредителей компании «Video International», куда пришёл по приглашению Лесина, и стал заниматься режиссурой телевизионной рекламы, дважды получал призы Фестиваля рекламы в Хьюстоне (США). В частности, в 1992—1996 годах он, помимо режиссуры, являлся основным закадровым голосом рекламных роликов «Всемирная история, Банк Империал», «Сэлдом», «Альфа-банк», а также заставки компании до 1998 года. В 1996 году был автором концепции и режиссёром предвыборных роликов Бориса Ельцина, в которых кандидат в президенты снимался с супругой Наиной, со слоганом «Верю. Люблю. Надеюсь».
С 1992 по 1997 и с 1998 по 2006 год был художественным руководителем компании/продюсерского центра «Видео Интернешнл» (с 2000 года — «Студии 2В»). Принимал участие в создании программ «Сам себе режиссёр», «Диалоги о животных», «Своя игра», «Два рояля», «Я знаю всё!», «ТВ-Бинго-шоу», «Один за всех», «Короткое замыкание», «Мой толстый противный жених», «Игры разума», «Цена удачи».
В 1992—2000 годах был ведущим программы «Устами младенца». В 1995—2022 годах — ведущий программы «Сто к одному». Помимо этого, в разное время вёл программы «С добрым утром!», «Добро пожаловать», «Большой вопрос», «Лёгкий жанр» и «Погоня», а также новогодний мюзикл «На Титанике». Был среди гостей «Голубых огоньков на Шаболовке», приуроченных к наступлению 1999, 2001—2003, 2005—2011, 2013 и 2017 годов.
В 1995 году впервые стал участником развлекательной передачи стороннего производства — «Блеф-клуб» на петербургском «Пятом канале».
В 1997, 2001 и 2004 годах был гостем в юмористической программе «О.С.П.-студия» на ТВ-6, позже на РТР и СТС. Впоследствии периодически появлялся на последнем телеканале как участник различных передач — «Добрый вечер с Игорем Угольниковым» (2001), «Хорошие шутки» (2005, 2007), «Слава Богу, ты пришёл!» (два раза, 2006) и «Жизнь прекрасна» (2007).
В 2002—2005 годах четыре раза был гостем ток-шоу «Принцип домино» на НТВ (темы — «Куда деваться от рекламы», «Миллион за мозги», «Смех без причины», «Фанера над Россией»).
С августа 2007 по декабрь 2010 года являлся генеральным продюсером канала медиахолдинга ВГТРК «Бибигон». С декабря 2010 по март 2015 года занимал аналогичную должность на детском телеканале совместного производства «Первого канала» и ВГТРК «Карусель», был заместителем руководителя студии детских и юношеских программ ВГТРК. На тех же каналах в разное время за кадром вёл телепередачи «Поющая Фа-Соль», «Танцы под Фа-Соль», «Фа-Соль в цирке», «Театральная Фа-Соль», «Фа-Соль. Мастерская» и «Микроистория».
Также с 2007 по 2011 год работал преподавателем на эстрадном факультете ГИТИСа, выпустил свой единственный курс. Среди студентов актёрской группы были Илья Глинников, Дарья Бурлюкало, Михаил Дубинин, Мария Трошанова, Эмиль Саакян и исполнители главных ролей в передачах «Фа-Соль» — Андрей Кудзин, Игорь Ванюшкин, Инна Сопина, Анна Вергелесова.
До июня 2010 года владел 3,75 % группы компаний «Видео Интернешнл».
Вместе с Ольгой Шелест был ведущим «Концерта-встречи с музыкальным коллективом Петра Налича», показанного на канале «Россия-1» 23 мая 2010 года. 19 марта 2011 года был специальным членом жюри в четвёртой ⅛ финала Высшей лиги КВН.
Два раза в 2013 году был участником ток-шоу «Культурная революция» на телеканале «Культура» (темы — «Образование убивает творческое начало» и «Современный ребёнок — ненадёжное вложение»).
30 ноября 2013 года комментировал финал международного конкурса песни «Детский конкурс песни Евровидение 2013» в Киеве на телеканале «Карусель». 15 ноября 2014 года комментировал финал международного конкурса песни «Детский конкурс песни Евровидение 2014» на Мальте на том же телеканале вместе с Ольгой Шелест.
С 25 сентября 2016 по 1 ноября 2020 года был ведущим конкурса талантов «Удивительные люди» на канале «Россия-1». В 2016 и 2017 годах являлся закулисным ассистентом ведущей телеконкурса юных талантов «Синяя птица» (2 и 3 сезоны), где встречал конкурсантов и давал им напутствия перед выходом на сцену.

## Общественная позиция
Даёт положительную оценку августовским событиям 1991 года. В 2001 году назвал Олега Добродеева, перешедшего на ВГТРК годом ранее, «телевизионным гением с манией совершенства».
О своём бывшем начальнике Михаиле Лесине (на момент дачи интервью — министре печати России) отзывается следующим образом:

Я не хочу оценивать Михаила Юрьевича как политика. Я Мишу знаю как человека, и есть один эпизод, который он, наверное, забыл сто раз, а я никогда не забуду. В девяносто третьем мы с женой впервые поехали в отпуск за границу, в Израиль. Наш двухлетний ребёнок остался у бабушки, моей тёщи. Когда начали стрелять в «Останкино» и пошли московские беспорядки, Лесин позвонил моей тёще и сказал: «Если вам нужна моя помощь, я приеду немедленно. Вот все мои телефоны, по которым вы всегда сможете меня вызвать». Он был единственным, кто позвонил и предложил помощь.

В конце февраля 2022 года выступил против российского вторжения на Украину, оставив комментарии к нескольким выпускам программы «Сто к одному» от лица её официального YouTube-канала. Впоследствии все выпуски были удалены с этой платформы. Покинул пост ведущего и художественного директора передачи и уволился с ВГТРК в марте 2022 года.

## Личная жизнь
Жена (с 1987 года) — Галина Лерман, программист, также выпускник МИСИ. Дочь Мария (род. 1991).
В детстве сочинял стихи.

## Фильмография
- Железный занавес (1994)
- День выборов (фильм) (2007) — кандидат Алинкин
- Суета сует (анимационный) (2017) — резник Иосиф (озвучивание)

## Награды и премии
- ТЭФИ-97 в номинации «За лучшую развлекательную программу».
- Номинация ТЭФИ-95 «За лучшую развлекательную программу».